# Дориа, Бранкалеоне

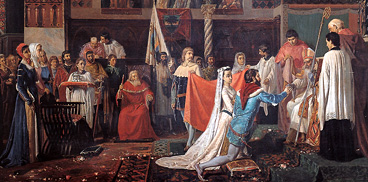
Свадьба Бранкалеоне и Элеоноры

Бранкалеоне Дориа (итал. Brancaleone Doria; ок. 1343 − 1409) — генуэзский дворянин, претендент на юдикат Арборея в 1407—1408 годах, полководец.

## Биография
Незаконнорожденный сын Бранколеоне Дориа Старшего.
В мае 1359 года получил в лен от арагонского короля сеньории Кастельженовезе и Монтелеоне в Сардинии, когда-то принадлежавшие роду Дориа.
В войне Арбореи и Арагона (1367—1370) выступил на стороне последнего и участвовал в защите Сассари.
В начале 1370-х годов помирился с судьёй Арбореи Мариано IV и получил согласие на брак с Элеонорой — его дочерью. Свадьба состоялась приблизительно в 1374 году, обоим молодожёнам было больше 30 лет.
Они обосновались в замке Кастельгеновезе, в котором жили до 1382 года. Там родились их сыновья Федерико (1377) и Мариано (1379).
В 1383 году от рук заговорщиков погибли судья Арбореи Угоне III и его дочь и наследница Бенедетта. Сын Бранкалеоне Дориа Федерико как ближайший родственник убитых был провозглашён новым судьёй. Регентшей при нём стала мать — Элеонора Арборейская.
Бранкалеоне Дориа отправился в Барселону для переговоров о заключении мирного договора. Сначала его приняли с почестями, но после отказа принять все арагонские условия арестовали и заключили под стражу.
В 1387 году юный судья Федерико умер, и престол перешёл к его младшему брату Мариано V.
В 1388 году после долгих переговоров был заключен мирный договор, по которому от Арбореи к Арагону отходила часть территории.
Бранкалеоне Дориа был освобождён 1 января 1390 года и уже в следующем году начал войну с Арагоном. В августе 1391 года он занял Сассари и Осило, в сентябре — замки Фава, Галтелли и Педресо. К февралю 1392 года он отвоевал все земли, уступленные Арагону по мирному договору.
В 1404 году умерла Элеонора, в 1407 году — Мариано V. После его смерти наследником Арбореи был признан виконт Нарбонна Гильом II — внучатый племянник Элеоноры. Бранкалеоне Дориа объявил себя его соправителем.
В ходе начавшейся войны с королём Сицилии Мартином I Бранкалеоне Дориа был убит (в январе 1409 года). Вскоре, уже в 1410 году, юдикат Арборея был завоёван арагонско-сицилийскими войсками.